# بروك أليسون
برووك أليسون أدامز (Brooke Allison Adams) من مواليد 26 سبتمبر 1986. هي مغنية بوب أمريكية.

## روابط خارجية
- بروك أليسون على موقع ميوزك برينز (الإنجليزية)
- بروك أليسون على موقع أول ميوزيك (الإنجليزية)
- بروك أليسون على موقع ديسكوغز (الإنجليزية)